# Nexum
Nexum (łac., supinum czasownika necto, nectere = „zawiązać”, „zobowiązać”) – w prawie rzymskim archaiczna czynność prawna, należąca do grupy uroczystych aktów prawnych dokonywanych per aes et libram (przy użyciu spiżu i wagi). Z nexum wywodzi się późniejsza instytucja pożyczki (mutuum).
Nexum, podobnie jak inne formalne czynności prawne w prawie rzymskim, musiało zostać dokonane w obecności pięciu świadków oraz libripensa, osoby trzymającą wagę. Pożyczkodawca przenosił na własność pożyczkobiorcy określoną ilość kruszcu odważaną przez libripensa na wadze (w czasach późniejszych kruszec został zastąpiony przez bity pieniądz). Pożyczkobiorca w uroczystych, ściśle określonych formą słowach zobowiązywał się zwrócić pożyczkodawcy taką samą ilość kruszcu (pieniędzy), jaką otrzymał. Nexum jako akt ściśle formalny, wywodzący się z najstarszego ius civile był dostępny wyłącznie dla pełnoprawnych obywateli rzymskich i musiał być dokonany z pełnym zachowaniem przewidzianej prawem formy.
Wierzycielowi przeciwko dłużnikowi, który nie zwrócił otrzymanej pożyczki, przysługiwała legis actio per manus iniectionem, prawdopodobnie najstarsza z actiones in personam (skarg służących dochodzeniu praw podmiotowych względnych wynikających ze zobowiązań). Wierzyciel przed pretorem dokonywał aktu nałożenia ręki na osobę dłużnika (manus iniectio), wypowiadając przy tym odpowiednią formułę. Akt ten stanowił symboliczne wzięcie dłużnika pod władzę (manus) wierzyciela. Dłużnik mógł odtrącić rękę wierzyciela rozpoczynając w ten sposób postępowanie sądowe. Jeżeli dłużnik nie odtrącił ręki wierzyciela lub proces przegrał, pretor zezwalał wierzycielowi na zabranie dłużnika w celu dokonania egzekucji osobistej. W dawniejszych czasach dłużnik mógł zostać sprzedany przez wierzyciela w niewolę „za Tyber” (trans Tiberim), czyli poza granice państwa rzymskiego, a nawet zabity (Ustawa XII tablic dopuszczała podział ciała dłużnika między kilku wierzycieli - Tertis nundinis partis secanto). Po 326 p.n.e. (lex Poetelia) sytuacja niewypłacalnego dłużnika poprawiła się, pozostawał w stanie zależności u wierzyciela jako nexus, do czasu odpracowania lub darowania długu.